# Kristološka usmjerenja
Kristološka usmjerenja su različiti modeli teološko-kristološkog razmišljanja o otajstvu Isusa iz Nazareta. Veliki broj raznolikih struja svoje početke ima već kod novozavjetnih pisaca. Dok sinoptici nude narativnu kristologiju, pisac četvrtog evanđelja nudi spekulativnu kristologiju. U patrističko doba i kod skolastika, taj pluralizam se dalje razvijao, ponajviše zbog pojave mnogih krivovjerja, ali i zbog kreativnosti kršćanskih zajednica, koja je pak vodila prema kontekstualizaciji kristologije i njezinih biblijsko-dogmatskih tvrdnji. 
Pluralizam kristoloških usmjerenja naročito se razvio posljednjih desetljeća u kršćanskim crkvama zbog različitosti Kristovih otajstava koja se mogu analizirati, kao i zbog različitih filozofija i svjetonazora teologa. Glavno obilježje suvremenih kristoloških usmjerenja je kristocentičnost.
Različitost pristupa otajstvu Isusa Krista znak je njegove važnosti za čovjeka i čovječanstvo, ali i poticaj za razmišljanje o bogatstvu sadržaja osobe Isusa Krista.:105

#### Klasični kristološki model
Ovaj klasični model svoje temelje ima u biblijskim, patrističkim i izvorima crkvenih sabora. Najčešće se sastoji od dva traktata od kojih prvi predstavlja osobu Isusa Krista a drugi njegovo djelo spasenja i otkupljenja (soteriologija). Primjer za klasični kristološki model je teologija Jean Galota. U svojim radovima Galot tvrdi da je temelj Isusovog djela otkupljenja i spasenja usmjeren na afirmaciju božanskog i ljudskog identiteta osobe Isusa Krista.:105

#### Egzistencijalni model
Glavne zasluge za egzistencijalni model (egzistencijalna kristologija) ima njemački teolog R. Bultmann. On naučava da se Krist susreće u kerygmi, (grč. kerryso - proglas koji objavljuje od vladara ovlašten vjesnik). Božja Riječ u Evanđelju je kerygma i ona djeluje na egzistencijalnoj razini tj. stavlja čovjeka pred izbor, životnu odluku. To je riječ koja poziva a tko joj se odazove dolazi do istine svojeg postojanja. :36 Ovaj kristološki model prisutan je i kod H. Brauna, G. Ebelinga i E. Fuchsa, koji - kao i Bultmann - pozivaju čovjeka na odluku, odnosno autorealizaciju sebe u vjeri.:106

#### Evolutivno-kozmički model
P. Teilhard de Chardin razradio je evolutivno kozmički model (kozmička kristologija) kojim je pokušao nadići razmirice između znanosti i teologije. Po Chardinu (Isusovac, geolog i paleontolog) evolucija se ne zaustavlja na mišljenju i pojavi Homo sapiensa, već se nastavlja u mnoštvu pojedinačnih razmišljanja koje se okuplja i jača u činu jednog jedinog jednodušnog mišljenja. Krajnja točka koja označuje završetak evolutivnog procesa je Točka Omega.:176 Povijesna osoba Isus Krist je pravi i transcendentalni temelj i vrhunac kozmičkog razvoja i sazrijevanja, kao i njegov konačni cilj. On vodi, pročišćava i nosi prema ispunjenju evolutivni proces svemira i čovječanstva. Isus iz Nazareta, čovjek-Bog, jest univerzalni, kozmički Krist, prava Točka Omega koja će svoju potpunost imati na svršetku vremena kada će završiti proces ujedinjavanja i sinteze.:106

#### Transcendentalni model
Transcendentalni model (ili transcendentalna kristologija) razradio je Karl Rahner. Njegov je cilj pokazati da kršćanska vjera u Isusa Krista, utjelovljenog Sina Božjega, jedinoga i konačnog Spasitelja svijeta i čovjeka, nije strana ni nevjerojatna ljudskim očekivanjima. Ovaj isusovački teolog smatra da je moguće pokazati, polazeći od analize ljudskog iskustva transcendentalnim putem (ili metodom), kako se izričaj vjere u utjelovljenje Sina Božjega i konačno spasenje čovjeka u i po njemu, ne protivi temeljnom ljudskom iskustvu. Rahner polazi od toga da je svaki čovjek otvoren transcendentalnom. Usmjeren je na misterij Boga. Živi u nadi da će moći sudjelovati na neki način u Beskonačnom. Taj beskonačni, apsolutni Spasitelj je povijesni Spasitelj, Isus Krist.:107 Tako transcendentalnost ljudskog duha u svijetu kao radikalna otvorenost Trancedenciji nije puka otvorenost otajstvu dalekog i šutljivog Boga nego otvorenost svetom otajstvu Boga koji se objavljuje i priopćuje čovjeku kroz Isusa Krista. Onaj tko vjerom prihvati taj nadnaravni poziv više nije samo naravni čovjek apstraktne mogućnosti kojeg uznemiruje apsolutno pitanje, već je to onaj koji participira u Beskonačnom, koji beskonačno ljubi, koji prihvaća smrt bez očaja, koji dočekuje budućnost s nadom.:231

#### Estetski model
Estetski model (ili estetska kristologija) karakterističan je za kristologiju H. U. von Balthasara. U njegovom teološkom razmišljanju (teološkoj estetici). Trojstvo je otvoreno i pristupačno samo u Sinu. Trojstvo se u Sinu objavljuje ljudima kao najkonkretniji oblik Božje ljubavi.  Isus uzima ljudsku narav po Utjelovljenju a njegovo življenje označeno posluhom Ocu. To je posebice vidljivo na križu, na kojem njegov ljudski oblik biva uništen, ali u isto vrijeme baš tu se objavljuje vrhunac Kristove slave i božanske ljubavi.:108 Iz intenzivne dubine napuštenosti od Boga rađa se ekstenzivna učinkovitost njegovog sebedarja. U tom dramatičnom trenutku povijesti svijeta, Bog se ne ograničava na tumačenja svijeta kao Aristotelova Misao nad mišlju ili Plotinovo Jedno, već se zauzima u svijetu a da se ne izgubi u njemu, kako se događa u mitu i u dijalektičkim filozofijama (Hegel) i u filozofijama procesa (Bloch).:252

#### Povijesni model
Na razmišljanja pojedinih teologa svoga vremena koji su reducirali povijesnu osobu Isusa Krista na odsjev ideja pojedinih autora Svetog Pisma, kristološku sintezu ponudio je njemački kardinal i teolog Walter Kasper. Kasper hermeneutičkim ključem traži odgovor na pitanje: Tko je Isus Krist? On gleda na događaj Isusa Krista kao na stvarnost, koja se predstavlja i objavljuje u povijesti. Polazna točka njegove kristologije je ispovijest crkvene zajednice koja ima sadržaj u Isusovoj povijesti i sudbini. Zato svoje razmišljanje izgrađuje prema shemi: 1. Povijest i sudbina Isusa Krista; 2. Otajstvo Isusa Krista. Točka na kojoj se stvara prijelaz od Isusa povijesti do proslavljenog Isusa vjere jesu Križ i Uskrsnuće Isusovo. Krist je na sebe primio i veličinu i bijedu čovječju, i to na beskonačan način. U tom smislu on je ispunjenje povijesti.:342

#### Humanistički model
Još se naziva i humanistička kristologija. Neki teolozi pokušavali su voditi dijalog s modernom europskom kulturom, uzimajući posebice u obzir tematiku i vrednote slobode, odgovornosti, emancipacije i solidarnosti modernog humanističkog razmišljanja. Na taj način nastojali su pokazati kako je te vrednote u povijesnom kontekstu i mentalitetu radikalno živio Isus Krist iz Nazareta. Zbog svoga načina života za teologe humanističke kristologije Isus Krist je autentični čovjek, arhetip i model pravog čovječanstva.:109

#### Kontekstualni model
Iako su Isus, apostoli i prvi kršćani bili Židovi, uskoro je nastala potreba približiti Radosnu vijest i drugim narodima. Utjelovljenje Evanđelja i kršćanskog iskustva u neko kulturno okružje naziva se inkulturacija. Kako bi se kršćanska vjera približila novoj kulturi u koju se uvodi, potrebno je veliku pozornost posvetiti jeziku, simbolima, kategorijama, teorijskom i kulturnom izražavanju. Ovaj pojam ne koristi se samo na mlade kršćanske kulture nego i na tradicionalna, stara područja koja se uvijek nalaze pred novim izazovima i kulturnim promjenama. U takvom, kontekstualnom tumačenju kristologije postoje europska, azijska, afrička, latinoamerička i sjevernoamerička kristologija:109

#### Model oslobođenja
Vjera ljubavlju djelotvorna (Gal 5,6) Božji je poziv za preobrazbu svijeta prema riječi Božjoj. Taj poziv prihvatili su teolozi modela oslobođenja (ili kristologije oslobođenja) u kontekstu siromašne Latinske Amerike nadahnuti teologijom oslobođenja 60-ih i 70-ih godina 20.st.:211  Primarni cilj modela oslobođenja nije tumačenje događaja Isusa Krista, nego njegova praktična aktualizacija. Takvo promišljanje razvilo je sliku Krista osloboditelja. Mnoštvo socijalno i politički obespravljenih i potlačenih stvorilo je kontekst u kojem se od Krista očekuje oslobođenje sveukupne čovjekove egzistencije. Naglasak je prvenstveno na praktičnoj svrsi teologije (J. Sobrino) koja naglašava Isusovu osloboditeljsku praksu (solidarnost sa siromasima, antikomformizam i konflikt s vlastodršcima). Takav Isus osloboditelj, (vrlo različit od Krista nebeskog vladara službene dogmatske pobožnosti ili od patničkog Krista pučke pobožnosti) nadaju se teolozi kristologije oslobođenja, donijet će marginaliziranom i potlačenom vjerniku Crkve siromaha oslobođenje od svih zala koja ga okružuju.:110

#### Psihološki model
Religija je za Freuda opća opsesivna neuroza. Za Junga i Fromma nedostatak religioznosti je uzrok psiholoških smetnji u čovjeku. V. Frankl utemeljitelj logoterapije, nudi novi model: Religiozna duhovnost pomaže i podržava psihološko zdravlje suvremenoga čovjeka. Frankl, smanjujući jaz između teologije i psihologije, poručuje da slijedimo Isusa Krista i promatra njegov lik i djelo pod vidom psihološke analize. Frankl psihološkim rječnikom govori o uravnoteženosti Isusove osobe, nepostojanju mržnje, hipokrizije i formalizma u njegovoj psihi kao i o njegovoj psihoterapeutskoj sposobnosti kojom je uspijevao donositi mir, nadu, hrabrost i volju svima a pogotovo onima kojima je to najpotrebnije: bolesnima, slabima i siromašnima.:111

#### Feministički model
Feministička teologija nadahnula je feministički model koji želi pokazati da Isus može biti uzor i spasitelj i za ženska ljudska bića. Posebice se naglašava da je Isus živio svoje biti muškarac bez animoziteta i predrasuda prema ženama, da ih je rado prihvaćao, podržavao i pomagao, ostvarujući tako uzornu muževnost.

#### Inter-religiozni model
Kršćanski teolozi u susretu i dijalogu s raznim religijama potaknuti su na promišljanje o značenju, smislu, vrijednosti i jedinstvenosti Isusa Krista kao Proroka i Posrednika između Boga i ljudi u odnosu na karizmatske figure prisutne u drugim religijama:111

## Poveznice
- Kristologija
- Bogoslovlje
- Soteriologija

## Vanjske poveznice
- Kristologija (ENG)
- Doctrine of Christ (ENG)